# Mari Vila
Mari Vila este o companie de construcții din România.
Compania a fost înființată de omul de afaceri Marin Mândrilă și este specializează în reabilitarea liniilor de tramvai.
Printre lucrările realizate de companie se numără și modernizarea Pasajului Mărășești din București.
Cifra de afaceri în 2007: 148 milioane lei